# Francesco Barrera
Francesco Barrera (Spinetta Marengo, 1935 – Alessandria, 2004) è stato un politico e giornalista italiano. Fu sindaco di Alessandria dal 1979 al 1985.

## Biografia
Iscritto all'Ordine dei Giornalisti, ha collaborato con giornali e riviste locali e nazionali. Francesco Barrera è stato inoltre autore di libri tra cui “La medaglia inglese di Crimea” e “Il profumo di un'epoca”.